# Integral paramétrica
Em matemática, uma integral paramétrica é uma função definida a partir da integração de uma função de várias variáveis sobre um conjunto definido à somente uma parte das variáveis. Uma classe importante de exemplos é o conjunto das transformadas integrais incluindo por exemplo a transformada de Fourier.